# فريدريك أورتن هاميلتون
فريدريك أورتن هاميلتون (بالإنجليزية: Frederick Orton Hamilton)‏ هو شخصية أعمال نيوزيلندي، ولد في 27 ديسمبر 1873، وتوفي في 25 يوليو 1945.